# It Hurts Me Too
Singles de Tampa Red
What Am I Going to Do
(1940) Don't You Lie to Me
(1940)
It Hurts Me Too est une chanson de blues considérée comme un standard du genre. Elle a été enregistrée pour la première fois par le musicien américain Tampa Red en 1941 avant d'être reprise par Elmore James en 1956. Sa version inclut les paroles les plus couramment employées, qui sont dues soit à James lui-même, soit à Mel London, le propriétaire de la maison de disques Chief Records. De nombreux musiciens l'ont également reprise depuis.

## Liste de reprises
- Chuck Berry sur l'album Live at the Fillmore Auditorium (1967)
- Savoy Brown sur l'album Blue Matter (1968)
- Karen Dalton sur l'album It's So Hard to Tell Who's Going to Love You the Best (1969)
- Bob Dylan sur l'album Self Portrait (1970)
- Grateful Dead sur l'album Europe '72 (1972)
- Mick Jagger, Bill Wyman, Charlie Watts, Nicky Hopkins & Ry Cooder sur l'album Jamming with Edward! (1972)
- Foghat sur l'album Stone Blue (1978)
- Eric Clapton sur l'album From the Cradle (1994)
- John Mayall & the Bluesbreakers Crusade Disponible sur la réédition en CD parue en 2006 uniquement, avec Peter Green, Mick Fleetwood et John McVie